# 諫言

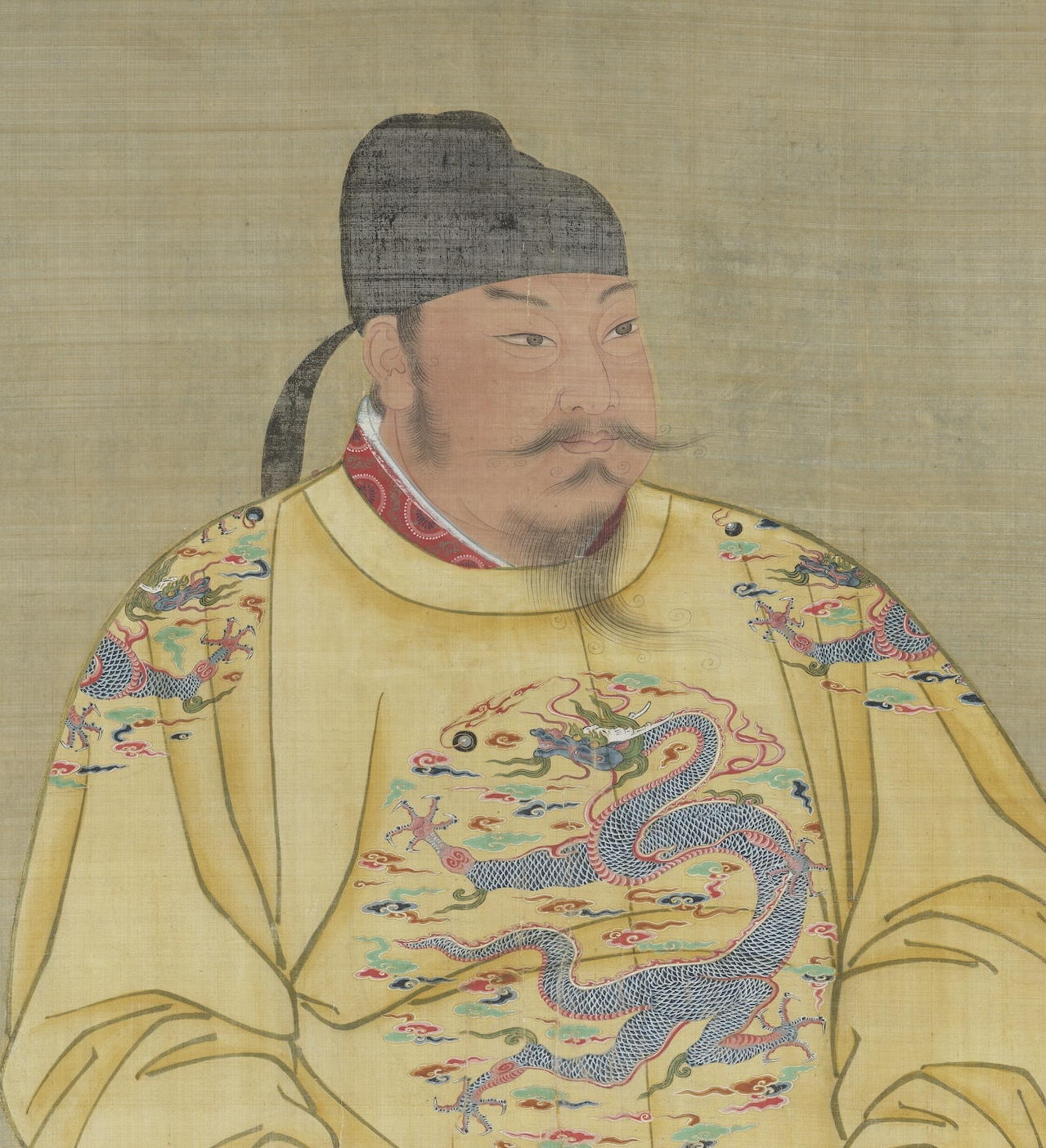
唐の太宗。『貞観政要』において、臣下からの諫言を歓迎したことで知られる。

諫言（かんげん、拡張新字体: 諌言）とは、目上の人の問題行為を指摘すること。諫める（いさめる）とも言う。
儒教において、臣下が主君に諫言することは真の忠義として推奨された。
中国の官職には諫議大夫（かんぎたいふ）など、諫言を職掌とする諫官（かんかん）も存在した。

## 概要
諫言は諫争（諫諍、かんそう）・諫奏（かんそう）などともいう。類語に直言（ちょくげん）・忠言（ちゅうげん）・建言（けんげん）・建白（けんぱく）がある。英語では remonstrance がおおよそ対応する（議会の大諫奏）。
「良薬は口に苦し」「忠言は耳に逆らう」といわれるように、諫言は主君にとって耳が痛いものだった。ときには主君の逆鱗に触れて、死を賜る場合もあった。死を賜る場合、または死を覚悟して諫言する場合や、覚悟の表明などを理由として諫言後に自殺する場合は、諫死（かんし）や死諫（しかん）という。儒教において、諫死は美談として語り継がれた。代表的な諫死者に比干がいる。
たとえ話などを用いて遠回しに諫めることを諷諫（ふうかん）という。諷諫の例として「三年鳴かず飛ばず」の故事がある。
その他、穏やかに諫める幾諫（きかん）、きつく諫める規諫（きかん）、切実に諫める切諫（せつかん）、泣いて諫める泣諫（きゅうかん）、主君に逆らって強く諫める直諫（ちょっかん）・強諫（きょうかん）、最大限の強さで諫める極諫（きょっかん）などがある。
諫言する臣下のことは諫臣（かんしん）・争臣（そうしん）・諫言の士などという。
歴史的に重視されたのは「臣下から主君」への諫言だが、「子から父母」「妻から夫」「下官から上官」などの諫言も推奨された。

## 中国
諫言は中国古典に頻出する。

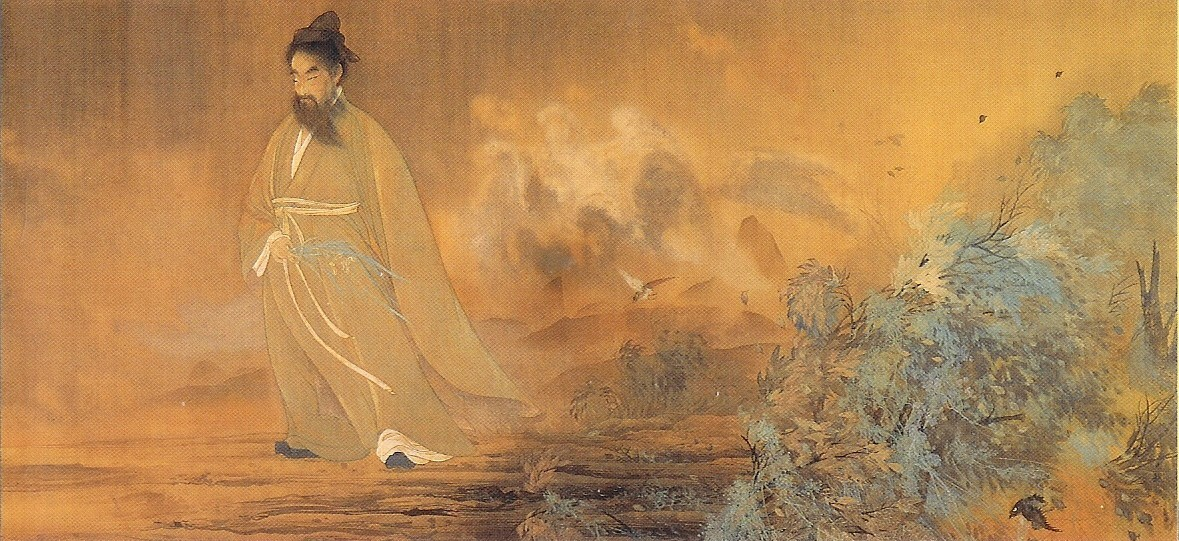
屈原。代表的な諫臣。楚の懐王に諫言したが聞き入れられず、国を憂いて自殺した。

中国神話では、禹の時代に「諫鼓」（かんこ）すなわち庶民が禹に諫言したいときに鳴らす太鼓が、宮廷の外に置かれたという伝説がある（『管子』桓公問篇など）。
歴史書では、『春秋』三伝に「唇歯輔車」など多くの諫言の例が伝わる。司馬遷『史記』には、伯夷・叔斉を筆頭に、比干・屈原・伍挙・伍子胥、滑稽列伝の淳于髠・優孟・優旃など、諫言で名を残した人物が多数登場する。司馬遷自身も、諫言に近い行為（李陵弁護）をして宮刑に処された人物だった。
中国哲学では、『論語』子張篇に「君臣間に信頼関係が無ければ諫言はただの誹謗中傷になってしまう」と説かれ、『礼記』曲礼下篇に「三度諫言しても聞かれない場合は辞職するべき」と説かれる。その他、『孟子』『荀子』『韓非子』の諸篇、『説苑』正諫篇、『孝経』諫争章、『呂氏春秋』貴直論、『白虎通義』諫諍篇、などが諫言について説いている。『荘子』は「諫死は名誉欲や儒家道徳に囚われた愚かな死である」と説いている。
中国文学では、屈原の『離騒』、司馬相如らの賦、白居易らの諷喩詩が諷諫をしている。賦による諷諫は、上記の滑稽や諸子に源流があるとも言われる。
『貞観政要』のテーマの一つは諫言であり、唐の太宗が臣下に諫言を求める描写や、臣下が実際に諫言する描写が度々出てくる。太宗は、臣下たち自身もまた部下から諫言を受けるべきだと説いている。太宗の妻で「賢后」として知られる長孫皇后が太宗に諫言する描写もある。一方、太宗と長孫皇后の子である李承乾は、教育係の孔穎達や于志寧の諫言を聞かず、素行が乱れ、最終的に廃太子となってしまった。また、清の趙翼が「太宗が諫言を聞いたのは治世初期だけ」と指摘しているように、実際の太宗は必ずしも諫言を歓迎しなかったとも言われる。
韓愈は『争臣論』、蘇洵は『諫論』、司馬光は『諫院題名記』を著しており、『文章軌範』『続文章軌範』『古文真宝』『唐宋八家文読本』などに収録されている。類書の多くには諫言の類目がある。楽運や于志寧は『諫苑』を著したとされるが現存しない。

### 中国の諫官
「諫官」すなわち諫言を職掌とする中国の官職として、『周礼』に伝えられる周の「保氏」や、秦と前漢の「諫大夫」、後漢以降の「諫議大夫」がある。
唐の官制では、門下省の侍中の下に諫議大夫が置かれるととともに、「散騎常侍」「給事中」「補闕」「拾遺」「起居郎」も諫官の役割を担った。科挙には「直言極諫科」も置かれた。宋の真宗期の天禧元年（1017年）には、諫官の部署である「諫院」が独立した機関として置かれた。唐宋代には諫官と御史台官を総称して「台諫」「言官」ともいった。台諫はしばしば行政府と政争を起こした。
唐代には、太宗の下で魏徴・褚遂良・王珪らが諫議大夫を務めた。白居易や杜甫は拾遺だった経歴がある。
諫官は明清代には置かれなかった。

## 朝鮮
朝鮮にも諫官の制度があり、李氏朝鮮における「司諫院」（しかんいん、サガンウォン）などがあった。

## 日本

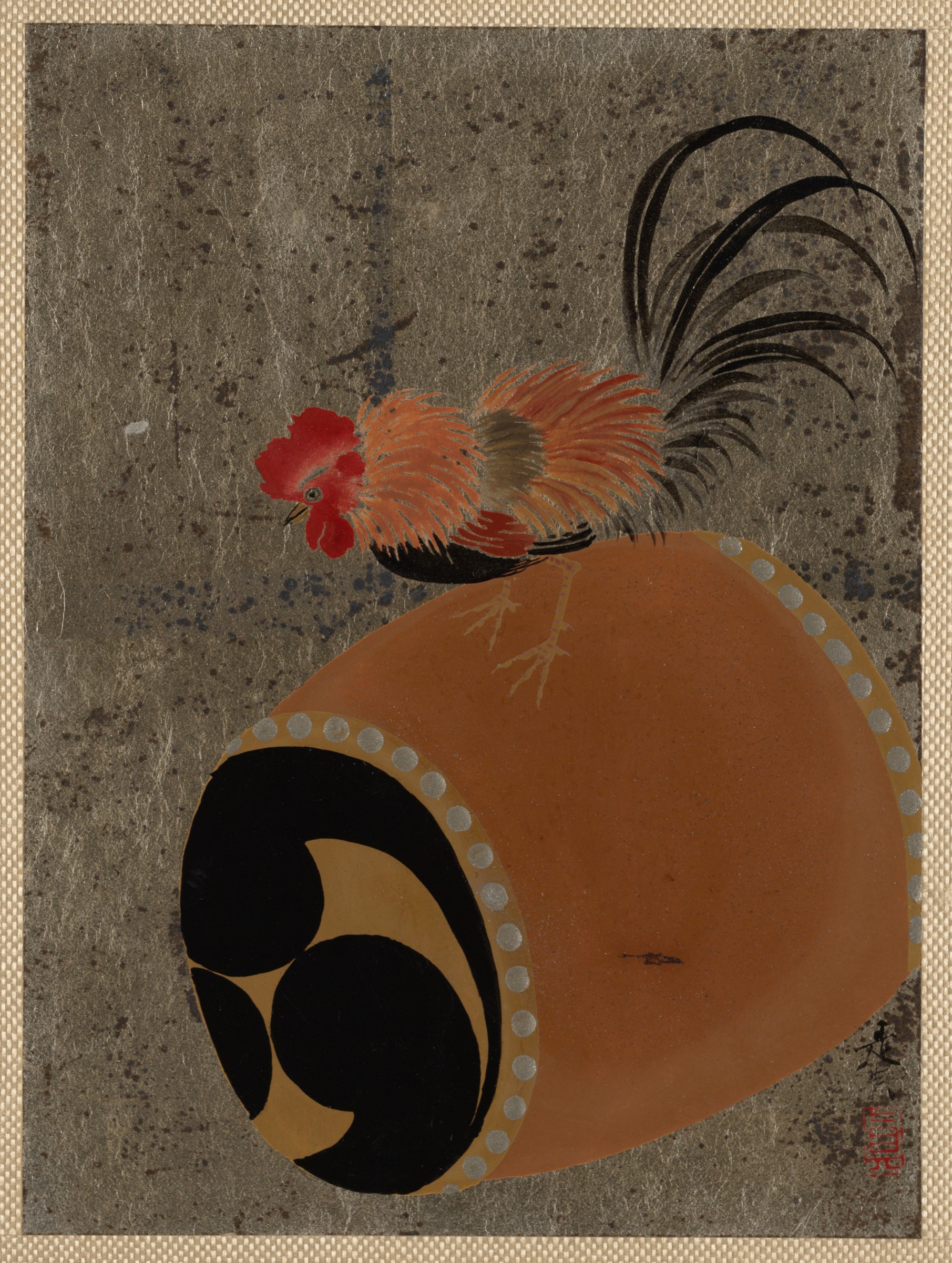
諫鼓鶏

古くは『日本書紀』に、農時を妨げる持統天皇の行幸を三輪高市麻呂が諫めた、といった記述がある。また山上憶良や三善清行が諷諫の詩文を作っている。日本の官制では「参議」が諫官にあたる職掌を担っていた。
『日本書紀』孝徳天皇紀には、上記の「諫鼓」の伝説が引かれている。「諫鼓」から派生して、日本には「諫鼓鶏」（諫鼓鳥、かんこどり）すなわち諫鼓が鳴らないほど善政の世には諫鼓に鶏が乗っている、という概念がある。
平安時代から鎌倉時代の日本の儒教（すなわち朱子学伝来前の儒教）では、『貞観政要』などの影響のもと、性説などの思想的問題よりも、諫言などの実践的問題が多く論じられていた。

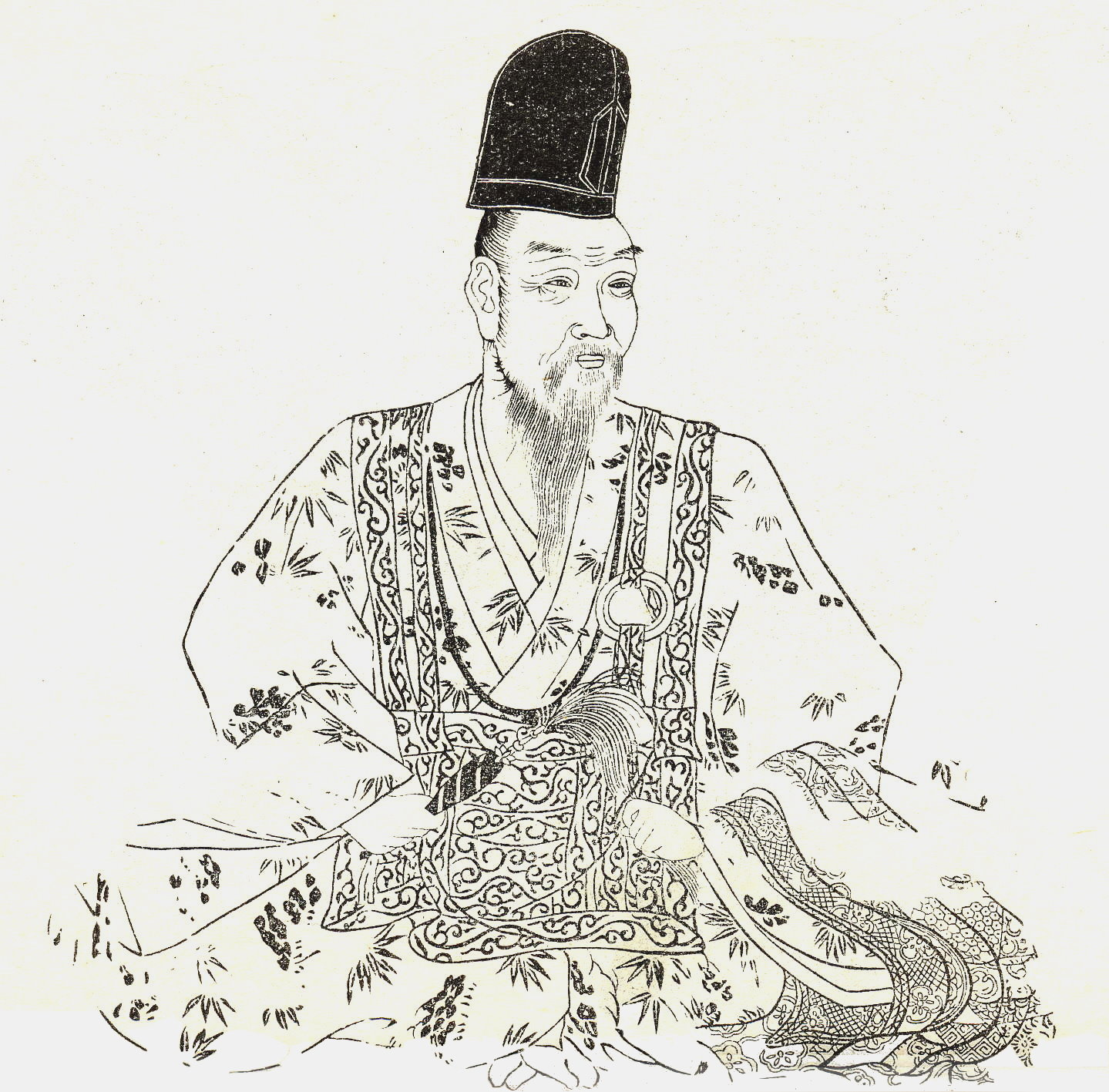
藤原藤房。後醍醐天皇に諫言した。儒者の林羅山や藤井懶斎により、日本史における諫臣として再評価された。

江戸時代の儒者たちは、諫言の必要性を説くと同時に、日本が中国に比べ諫言の例が少ないことを嘆いていた。その中で、垂仁天皇を諫めて埴輪を考案した野見宿禰、後醍醐天皇を諫めた藤原藤房、織田信長を諫めた平手清秀、豊臣秀吉を諫めた浅野長政や六角義郷らが、藤井懶斎『国朝諫諍録』などで、日本の貴重な諫臣として再評価された。同じく藤井懶斎の『本朝孝子伝』では、平清盛を諫めた平重盛が孝子として再評価された。闇斎学派の三宅尚斎は藩主に諫言を実行したが、聞き入れられず幽閉された。
武家の家訓書や『葉隠』にも諫言論がある。江戸時代の武家社会では、家老が諫言を職掌とし、諫言の延長線上に「主君押込」があった。

江戸時代の諫言論では、徳川家康が「諫言は戦場での一番槍よりも貴重である」と述べた逸話が度々引かれ、家康のように「言路洞開」（げんろとうかい、言路を開く）すなわち、主君が諫言を歓迎する態度の必要性が説かれた。「言路洞開」は家老に限らず臣民全員に向けるべきとも説かれ、幕末の「公議輿論」の下地になったとも言われる。幕末には、吉田松陰ら攘夷志士が諫言論を展開した。